# Juan Alonso de Guzmán y Fuentes
Juan Alonso de Guzmán y Fuentes (Madrid, ? - ?, 16 de julio de 1695), IV conde de Saltés, III marqués de Fuentes y I conde de Talhara, fue un noble y consejero español que llegó a ocupar la presidencia del consejo de Órdenes.

## Biografía
Hijo de Juan Claros de Guzmán y Silva, y de Francisca de Fuentes y Guzmán, II marquesa de Fuentes. Se casó con Teresa Pimentel Fajardo.
Fue adelantado mayor de Canarias, caballero de la orden de Calatrava en 1688, y gentilhombre de la Cámara de los reyes Felipe IV y Carlos II. En enero de 1688 tomó posesión como presidente del consejo de Órdenes, cargo que ocupó hasta que se retiró en 1695. Falleció en julio de ese mismo año.